# Kommunal- og regionsrådsvalg 2013
Kommunal- og regionsrådsvalg 2013 i Danmark blev afholdt den 19. november 2013. Ved valget blev 2444 medlemmer af de 98 kommunalbestyrelser og 205 medlemmer af de fem regionsråd valgt for en 4-årig periode fra 1. januar 2014 til 31. december 2017. Antallet af medlemmer af kommunalbestyrelserne er en reduktion i forhold til forrige valg. Valgdatoen er ved lov fastlagt som den 3. tirsdag i november i valgåret hvert fjerde år. De valgte medlemmer vil afløse de 2468 henholdsvis 205 medlemmer som blev valgt ved valget i 2009.
Valgret havde personer som var fyldt 18 år på valgdagen og ikke var umyndiggjorte, og som bor i kommunen/regionen og
- er statsborgere i Danmark, et andet EU-land, Island eller Norge, eller
- uden afbrydelse har haft fast bopæl i det danske rige i de sidste 3 år forud for valgdagen.

## Valgkamp
Flere byrådskandidater oplevede chikane. 
Den socialdemokratiske Mustafa Deveci, der opstillede i Ballerup Kommune, måtte lægge øre til racistiske trusler fra en person der ydermere trængte ind i hans bil og stjal hans GPS.
En af de konservative kandidater for Københavns Kommune, Rasmus Jarlov, fandt at flere hundrede af hans valgplakater var blevet udsat for hærværk.
Halvanden måned før valget afdækkede Ekstra Bladet forhold i Global Green Growth Institute-sagen, hvor Lars Løkke Rasmussen var formand.
Flere lokalpolitikere mente at sagen ville påvirke Venstres valg negativt.
Løkke Rasmussen var den 20. oktober 2013 igennem et ekstraordinært langt pressemøde hvor han blandt andet undskyldte for at GGGI havde betalt for et familiemedlems rejse.
Umiddelbart efter valget fratrådte Udviklingsminister Christian Friis Bach, da det viste sig at hans ministerium havde godkendt dele af Løkke Rasmussens dispositioner, på trods af at han i flere omgange havde forklaret at han ikke kendte til dem. 
Ifølge medier var Udenrigsministeriet endda blevet opmærksom på Friis Bachs godkendelse allerede den 6. november 2013, og Jyllands-Posten skrev at denne viden angiveligt blev skjult på grund af valgkampen.

## Resultater

### Kommunalvalg

#### Landsresultat
| Sum af alle 98 kommunalvalg |                                                 |             |             |          |          |
| Parti                       | Parti                                           | Stemmeandel | Stemmeandel | Mandater | Mandater |
| Parti                       | Parti                                           | Procent     | Ændring     | Antal    | Ændring  |
|                             | Socialdemokratiet                               | 29,51 %     | −1,1 %      | 773      | −28      |
|                             | Venstre                                         | 26,62 %     | +1,8 %      | 767      | +68      |
|                             | Dansk Folkeparti                                | 10,12 %     | +2,0 %      | 255      | +69      |
|                             | Det Konservative Folkeparti                     | 08,55 %     | −2,4 %      | 205      | −57      |
|                             | Enhedslisten                                    | 06,94 %     | +4,6 %      | 119      | +1050    |
|                             | Socialistisk Folkeparti                         | 05,63 %     | –8,9 %      | 116      | −2240    |
|                             | Det Radikale Venstre                            | 04,79 %     | +1,1 %      | 62       | +12      |
|                             | Liberal Alliance                                | 02,88 %     | +2,6 %      | 33       | +32      |
|                             | Kristendemokraterne                             | 00,47 %     |             | 6        | -        |
|                             | Slesvigsk Parti [i de 4 sønderjyske kommuner]   | 00,28 %     |             | 9        | 0+3      |
|                             | Guldborgsundlisten [kun opstillet i én kommune] | 00,21 %     |             | 6        | 0+2      |
|                             | Øvrige                                          | 03,95 %     |             | 93       | 0−6      |

#### Borgmesterposter
| Borgmesterposter efter valget |                             |       |         |
| Parti                         | Parti                       | Antal | Ændring |
|                               | Venstre                     | 48    | +17     |
|                               | Socialdemokratiet           | 33    | −16     |
|                               | Det Konservative Folkeparti | 13    | +1      |
|                               | Socialistisk Folkeparti     | 1     | –1      |
|                               | Det Radikale Venstre        | 1     | +1      |
|                               | Guldborgsundlisten          | 1     | -       |
|                               | Læsø Listen                 | 1     | -       |
|                               | Borgerlisten (Kerteminde)   | 0     | −1      |
|                               | Fælleslisten (Sønderborg)   | 0     | −1      |

| Borgmestre før og efter valget |                           |                     |                        |                           |
| Kommune                        | Afgående borgmester       | Afgående borgmester | Tiltrædende borgmester | Tiltrædende borgmester    |
| Albertslund Kommune            | Steen Christiansen        |                     |                        | Steen Christiansen        |
| Allerød Kommune                | Erik Lund                 |                     |                        | Jørgen Johansen           |
| Assens Kommune                 | Finn Brunse               |                     |                        | Søren Steen Andersen      |
| Ballerup Kommune               | Jesper Würtzen            |                     |                        | Jesper Würtzen            |
| Billund Kommune                | Ib Kristensen             |                     |                        | Ib Kristensen             |
| Bornholms Kommune              | Winni Grosbøll            |                     |                        | Winni Grosbøll            |
| Brøndby Kommune                | Ib Terp                   |                     |                        | Ib Terp                   |
| Brønderslev Kommune            | Lene Hansen               |                     |                        | Mikael Klitgaard          |
| Dragør Kommune                 | Allan Holst               |                     |                        | Eik Dahl Bidstrup         |
| Egedal Kommune                 | Willy Eliasen             |                     |                        | Willy Eliasen             |
| Esbjerg Kommune                | Johnny Søtrup             |                     |                        | Johnny Søtrup             |
| Fanø Kommune                   | Erik Nørreby              |                     |                        | Erik Nørreby              |
| Favrskov Kommune               | Nils Borring              |                     |                        | Nils Borring              |
| Faxe Kommune                   | Knud Erik Hansen          |                     |                        | Knud Erik Hansen          |
| Fredensborg Kommune            | Thomas Lykke Pedersen     |                     |                        | Thomas Lykke Pedersen     |
| Fredericia Kommune             | Kenny Bruun Olsen         |                     |                        | Jacob Bjerregaard         |
| Frederiksberg Kommune          | Jørgen Glenthøj           |                     |                        | Jørgen Glenthøj           |
| Frederikshavn Kommune          | Lars Møller               |                     |                        | Birgit Stenbak Hansen     |
| Frederikssund Kommune          | Ole Find Jensen           |                     |                        | John Schmidt Andersen     |
| Furesø Kommune                 | Ole Bondo Christensen     |                     |                        | Ole Bondo Christensen     |
| Faaborg-Midtfyn Kommune        | Hans Jørgensen            |                     |                        | Christian Thygesen        |
| Gentofte Kommune               | Hans Toft                 |                     |                        | Hans Toft                 |
| Gladsaxe Kommune               | Karin Søjberg Holst       |                     |                        | Karin Søjberg Holst       |
| Glostrup Kommune               | John Engelhardt           |                     |                        | John Engelhardt           |
| Greve Kommune                  | Hans Barlach              |                     |                        | Pernille Beckmann         |
| Gribskov Kommune               | Jan Ferdinandsen          |                     |                        | Kim Valentin              |
| Guldborgsund Kommune           | John Brædder              |                     |                        | John Brædder              |
| Haderslev Kommune              | Jens Christian Gjesing    |                     |                        | H.P. Geil                 |
| Halsnæs Kommune                | Helge Friis               |                     |                        | Steen Hasselriis          |
| Hedensted Kommune              | Kirsten Terkilsen         |                     |                        | Kirsten Terkilsen         |
| Helsingør Kommune              | Johannes Hecht Nielsen    |                     |                        | Benedikte Kiær            |
| Herlev Kommune                 | Thomas Gyldal Petersen    |                     |                        | Thomas Gyldal Petersen    |
| Herning Kommune                | Lars Krarup               |                     |                        | Lars Krarup               |
| Hillerød Kommune               | Kirsten Jensen            |                     |                        | Dorte Meldgaard           |
| Hjørring Kommune               | Arne Boelt                |                     |                        | Arne Boelt                |
| Holbæk Kommune                 | Søren Kjærsgaard          |                     |                        | Søren Kjærsgaard          |
| Holstebro Kommune              | H.C. Østerby              |                     |                        | H.C. Østerby              |
| Horsens Kommune                | Peter Sørensen            |                     |                        | Peter Sørensen            |
| Hvidovre Kommune               | Helle Moesgaard Adelborg  |                     |                        | Helle Moesgaard Adelborg  |
| Høje-Taastrup Kommune          | Michael Ziegler           |                     |                        | Michael Ziegler           |
| Hørsholm Kommune               | Morten Slotved            |                     |                        | Morten Slotved            |
| Ikast-Brande Kommune           | Carsten Kissmeyer         |                     |                        | Carsten Kissmeyer         |
| Ishøj Kommune                  | Ole Bjørstorp             |                     |                        | Ole Bjørstorp             |
| Jammerbugt Kommune             | Mogens Gade               |                     |                        | Mogens Gade               |
| Kalundborg Kommune             | Martin Damm               |                     |                        | Martin Damm               |
| Kerteminde Kommune             | Sonja Rasmussen           |                     |                        | Hans Luunbjerg            |
| Kolding Kommune                | Jørn Pedersen             |                     |                        | Jørn Pedersen             |
| Københavns Kommune             | Frank Jensen              |                     |                        | Frank Jensen              |
| Køge Kommune                   | Marie Stærke              |                     |                        | Flemming Christensen      |
| Langeland Kommune              | Bjarne Nielsen            |                     |                        | Bjarne Nielsen            |
| Lejre Kommune                  | Mette Touborg             |                     |                        | Mette Touborg             |
| Lemvig Kommune                 | Erik Flyvholm             |                     |                        | Erik Flyvholm             |
| Lolland Kommune                | Stig Vestergaard          |                     |                        | Holger Schou Rasmussen    |
| Lyngby-Taarbæk Kommune         | Søren P. Rasmussen        |                     |                        | Sofia Osmani              |
| Læsø Kommune                   | Thomas W. Olsen           |                     |                        | Tobias Birch Johansen     |
| Mariagerfjord Kommune          | H.C. Maarup               |                     |                        | Mogens Jespersen          |
| Middelfart Kommune             | Steen Dahlstrøm           |                     |                        | Steen Dahlstrøm           |
| Morsø Kommune                  | Lauge Larsen              |                     |                        | Hans Ejner Bertelsen      |
| Norddjurs Kommune              | Jan Petersen              |                     |                        | Jan Petersen              |
| Nordfyns Kommune               | Morten Andersen           |                     |                        | Morten Andersen           |
| Nyborg Kommune                 | Erik Christensen          |                     |                        | Kenneth Muhs              |
| Næstved Kommune                | Carsten Rasmussen         |                     |                        | Carsten Rasmussen         |
| Odder Kommune                  | Elvin J. Hansen           |                     |                        | Uffe Jensen               |
| Odense Kommune                 | Anker Boye                |                     |                        | Anker Boye                |
| Odsherred Kommune              | Thomas Adelskov           |                     |                        | Thomas Adelskov           |
| Randers Kommune                | Henning Jensen Nyhuus     |                     |                        | Claus Omann Jensen        |
| Rebild Kommune                 | Anny Winther              |                     |                        | Leon Sebbelin             |
| Ringkøbing-Skjern Kommune      | Iver Enevoldsen           |                     |                        | Iver Enevoldsen           |
| Ringsted Kommune               | Niels Ulrich Hermansen    |                     |                        | Henrik Hvidesten          |
| Roskilde Kommune               | Joy Mogensen              |                     |                        | Joy Mogensen              |
| Rudersdal Kommune              | Jens Ive                  |                     |                        | Jens Ive                  |
| Rødovre Kommune                | Erik Nielsen              |                     |                        | Erik Nielsen              |
| Samsø Kommune                  | Jørn Nissen               |                     |                        | Marcel Meijer             |
| Silkeborg Kommune              | Hanne Bæk Olsen           |                     |                        | Steen Vindum              |
| Skanderborg Kommune            | Jørgen Gaarde             |                     |                        | Jørgen Gaarde             |
| Skive Kommune                  | Flemming Eskildsen        |                     |                        | Peder Chr. Kirkegaard     |
| Slagelse Kommune               | Lis Tribler               |                     |                        | Sten Knuth                |
| Solrød Kommune                 | Niels Emil Hörup          |                     |                        | Niels Emil Hörup          |
| Sorø Kommune                   | Ivan Hansen               |                     |                        | Gert Jørgensen            |
| Stevns Kommune                 | Poul Arne Nielsen         |                     |                        | Mogens Haugaard Nielsen   |
| Struer Kommune                 | Niels Viggo Lynghøj       |                     |                        | Mads Jakobsen             |
| Svendborg Kommune              | Curt Sørensen             |                     |                        | Lars Erik Hornemann       |
| Syddjurs Kommune               | Kirstine Bille            |                     |                        | Claus Wistoft             |
| Sønderborg Kommune             | Aase Nyegaard             |                     |                        | Erik Lauritzen            |
| Thisted Kommune                | Lene Kjelgaard Jensen     |                     |                        | Lene Kjelgaard Jensen     |
| Tønder Kommune                 | Laurids Rudebeck          |                     |                        | Laurids Rudebeck          |
| Tårnby Kommune                 | Henrik Zimino             |                     |                        | Henrik Zimino             |
| Vallensbæk Kommune             | Henrik Rasmussen          |                     |                        | Henrik Rasmussen          |
| Varde Kommune                  | Gylling Haahr             |                     |                        | Erik Buhl                 |
| Vejen Kommune                  | Egon Fræhr                |                     |                        | Egon Fræhr                |
| Vejle Kommune                  | Arne Sigtenbjerggaard     |                     |                        | Arne Sigtenbjerggaard     |
| Vesthimmerlands Kommune        | Knud Vældgaard Kristensen |                     |                        | Knud Vældgaard Kristensen |
| Viborg Kommune                 | Søren Pape Poulsen        |                     |                        | Søren Pape Poulsen        |
| Vordingborg Kommune            | Henrik Holmer             |                     |                        | Knud Larsen               |
| Ærø Kommune                    | Karsten Landro            |                     |                        | Jørgen Otto Jørgensen     |
| Aabenraa Kommune               | Tove Larsen               |                     |                        | Thomas Andresen           |
| Aalborg Kommune                | Henning G. Jensen         |                     |                        | Thomas Kastrup-Larsen     |
| Aarhus Kommune                 | Jacob Bundsgaard          |                     |                        | Jacob Bundsgaard          |

### Regionsvalg
Ved regionsvalget opnåede tre regionsborgmestre genvalg til posten; i Syddanmark (Carl Holst, Venstre), Midtjylland (Bent Hansen, Socialdemokraterne) og Nordjylland (Ulla Astman, Socialdemokraterne). I Region Hovedstaden afløser Sophie Hæstorp Andersen den hidtidige regionsrådsformand Vibeke Storm Rasmussen (begge Socialdemokraterne). I Region Sjælland afløser Jens Stenbæk (Venstre) den hidtidige regionsrådsformand Steen Bach Nielsen (Socialdemokraterne).
Stephanie Lose, også fra Venstre, afløste Carl Holst den 22. juni 2015, da han blev minister i den nye regering. 
| Regionsrådsformænd før og efter valget |                             |                             |                                |                                |
| Region                                 | Afgående regionsrådsformand | Afgående regionsrådsformand | Tiltrædende regionsrådsformand | Tiltrædende regionsrådsformand |
| Region Nordjylland                     | Ulla Astman                 |                             |                                | Ulla Astman                    |
| Region Midtjylland                     | Bent Hansen                 |                             |                                | Bent Hansen                    |
| Region Syddanmark                      | Carl Holst                  |                             |                                | Carl Holst/Stephanie Lose      |
| Region Sjælland                        | Steen Bach Nielsen          |                             |                                | Jens Stenbæk                   |
| Region Hovedstaden                     | Vibeke Storm Rasmussen      |                             |                                | Sophie Hæstorp Andersen        |